# Sơn Lâm, Hương Sơn
Sơn Lâm là một xã thuộc huyện Hương Sơn, tỉnh Hà Tĩnh, Việt Nam.
Xã Sơn Lâm có diện tích 38,33 km², dân số năm 1999 là 2724 người, mật độ dân số đạt 71 người/km².